# ليسوم فليبيني
ليسوم فليبيني (الاسم العلمي: Illicium philippinense) هو نوع نباتي يتبع جنس الليسوم من فصيلة الشزندرية.